# Zielonagóra (gromada)
Zielonagóra – dawna gromada, czyli najmniejsza jednostka podziału terytorialnego Polskiej Rzeczypospolitej Ludowej w latach 1954–1972.
Gromady, z gromadzkimi radami narodowymi (GRN) jako organami władzy najniższego stopnia na wsi, funkcjonowały od reformy reorganizującej administrację wiejską przeprowadzonej jesienią 1954 do momentu ich zniesienia z dniem 1 stycznia 1973, tym samym wypierając organizację gminną w latach 1954–1972.
Gromadę Zielonagóra z siedzibą GRN w Zielonejgórze utworzono – jako jedną z 8759 gromad na obszarze Polski – w powiecie szamotulskim w woj. poznańskim, na mocy uchwały nr 35/54 WRN w Poznaniu z dnia 5 października 1954. W skład jednostki wszedł obszar dotychczasowej gromady Piotrowo pod Obrzyckiem oraz miejscowości Borownik, Chraplewo, Obrzycko-Zamek i Zielonagóra z dotychczasowej gromady Zielonagóra ze zniesionej gminy Obrzycko w powiecie szamotulskim, a także obszar dotychczasowej gromady Stobnicko ze zniesionej gminy Oborniki-Północ w powiecie obornickim  w tymże województwie. Dla gromady ustalono 13 członków gromadzkiej rady narodowej.
Gromadę zniesiono 1 stycznia 1958, a jej obszar włączono do gromady Obrzycko w tymże powiecie.